# Lauri Luoto
Lauri Luoto, egentligen Väinö Lauri Sjögren, född 10 augusti 1886 i Längelmäki, avrättad 9 februari 1938 utanför Petrozavodsk, var en finländsk författare.
Som ung emigrerade Luoto till USA, där han försörjde sig som gruvarbetare och skogshuggare. Han återvände till Finland och stred för de röda i inbördeskriget. 1918 flydde han till Ryssland och försökte återvända till USA igen. Under det pågående ryska inbördeskriget hade emellertid de vita kontrollen över transsibiriska järnvägen, så Luoto måste kvarstanna i Ryssland. På 1920-talet bosatte han sig i Karelen. Hans omfattande äventyrsromaner publicerades dock endast i USA, vilket delvis berodde på deras borgerliga stil. I den biografiska artikeln i Sovjetunionens litteraturencyklopedi från 1932 kritiseras Luoto just för sitt ambivalenta författarskap. Tre av hans pjäser sattes upp på Petrozavodsks finska teater mellan 1931 och 1935.
Luoto arresterades första gången 1935 under stora utrensningen. I elva månader satt han internerad i Spalernayafängelset i Leningrad innan han fick återkomma till Petrozavodsk, då märkbart fysiskt försvagad. Med den antifinska politiken som bedrevs i Karelen efter avpolletteringen av Edvard Gylling och Kustaa Rovio förbjöds finska språket och författare förföljdes. Kolleger som Jalmari Virtanen och Eemeli Parras förvisades eller sköts. Luoto arresterades ånyo den 22 september 1937 och dömdes till döden enligt strafflag 58/10 den 27 januari 1938. Han arkebuserades i februari utanför Petrozavodsk. Luoto är postumt rehabiliterad från sin dom.